# Anderson Rodrigues
Anderson de Oliveira Rodrigues (Belo Horizonte, 21 de maio de 1974) é um jogador de voleibol brasileiro aposentado, que atuava como oposto. Atualmente é treinador do Associação Vôlei Bauru, mais conhecido como SESI-Bauru,  time do interior de São Paulo.
Seu primeiro esporte foi o futebol, inspirado por seu fanatismo pelo Atlético Mineiro. Atuou como goleiro até os dezoito anos de idade, com passagens por clubes como Cruzeiro e América Mineiro. Ao mesmo tempo jogava vôlei, mas temia não ser aprovado em testes para clubes pela relativamente baixa altura de 1,90. Após o alistamento militar em 1992, Anderson soube de uma vaga no clube da Polícia Militar de Minas Gerais, e mudou de vez para o vôlei. 
Nos clubes, a carreira de Anderson foi irregular, com destaques apenas no final de 2000, quando conquistou o vice-campeonato da Superliga pela Ulbra. O reconhecimento veio com a primeira convocação para a seleção, da qual Anderson se tornaria membro recorrente nos anos seguintes. Já no primeiro ano na equipe nacional, Anderson conquistou a Liga Mundial de Voleibol de 2001, e na temporada seguinte, foi um dos destaques do grupo que venceu o Mundial de 2002 na Argentina, substituindo André Nascimento em algumas partidas decisivas. Em 2003 ajudou o Brasil a conquistar a Copa do Mundo, e no ano seguinte teve momentos decisivos na campanha do segundo ouro olímpico brasileiro nas Olimpíadas de 2004. Retornando nos 2008, lesionou o tornozelo no meio do torneio e ficou relegado à reserva enquanto conquistava a prata.
Após 5 temporadas no exterior (2 no Japão, 3 na Itália), Anderson voltou para a Superliga em 2007, e teve campanhas de destaque no Ulbra e no Joinville. Se aposentou em 2012, e passou a se dedicar à carreira de treinador.
Anderson é assistente técnico da seleção brasileira masculina de base e iniciou seu trabalho como técnico com as jovens promessas do Minas Tenis Clube. Foi Campeão Mundial em 2014 como técnico da Seleção Feminina Militar.  Na temporada 2016-2017 assumiu a primeira equipe na Superliga Feminina e fez história como técnico do Brasília Vôlei, foi a primeira vez que a equipe candanga chegou a um playoff. Na temporada seguinte se transferiu para o voleibol europeu onde comandou o Volero Zurich da Suíça em 2017/2018. Ao retornar ao Brasil, o técnico foi contratado pelo time do Sesi Bauru e novamente fez história em um clube nacional, colocou o time do interior no mapa dos grandes clubes de vôlei e chegou à semifinal da Superliga 18/19, feito inédito para a equipe interiorana. Em 2019/2020 foi Campeão Paulista e estava novamente entre as melhores classificações da Superliga quando o campeonato foi interrompido pela pandemia do COVID-19.